# Viola nobilis
Viola nobilis är en violväxtart som beskrevs av Wilhelm Becker. Viola nobilis ingår i släktet violer, och familjen violväxter. Inga underarter finns listade i Catalogue of Life.